# Укрмен: Початок
«Укрмен: Початок»  — український комікс про українського супергероя виданий в 2018 році.

## Сюжет
26 квітня 1986 року сталася жахлива техногенна катастрофа, яка назавжди змінила життя людства. Потужний радіоактивний викид вплинув на ДНК живих організмів, проводячи різні види мутацій. Поява нових форм життя викликала серйозне занепокоєння в цілому світі. Для боротьби з наслідками цієї катастрофи було сформовано спецзагін швидкого реагування "86". Його головна місія - захист суспільства від небезпечних мутантів та невідомих науці організмів. Майже всі мутанти наділені потужними надздібностями, тому для них побудували спеціальну високотехнологічну в'язницю, місце знаходження якої було засекречено.   
Нещасний випадок перетворив талановитого науковця на злого генія і породив у його уяві страшний план. Саме зараз один із його підконтрольних мутантів трощить Київ. Поліція і військові  безсилі. Коли здається, що надії на порятунок вже немає, коли протистояти — означає загинути… Хто наважиться вступити в бій?